# Чарши (станція метро)
41°01′33″ пн. ш. 29°05′49″ сх. д. / 41.02591719641° пн. ш. 29.097061632104° сх. д.
Чарши́ (тур. Çarşı) — станція лінії М5 Стамбульського метро в Умраніє. Відкрита 15 грудня 2017 року разом з восьми іншими станціями у черзі Ускюдар - Яманевлер..
Розташована під проспектом Алемдаг та вулицею Тунабою, квартал Яман-Евлер, Умраніє.
Пересадки:
Автобуси:9A, 9Ç, 9Ş, 9Ü, 9ÜD, 10, 11D, 11G, 11K, 11P, 11V, 13, 13B, 13H, 13TD, 14, 14B, 14DK, 14E, 14ES, 14K, 14YE, 19D, 20, 131, 131A, 131B, 131C, 131T, 131TD, 131YS, 131Ü, 138, 139, 139A, 320, 522
- Маршрутки: Кадикьой — Умраніє, Умраніє — Чекмекьой, Умраніє — Шахінбей, Ускюдар — Алемдаг, Ускюдар — Тавукчуйолу Джд. — Алемдаг.

Конструкція: станція закритого типу мілкого закладення, має острівну платформу та дві колії.
За проектом з 2020 року має бути відкрита друга платформа та кросплатформова пересадка на лінію М12